# 余永麟
余永麟（？—？），生卒年不详，约1544年前后在世。明朝作家，官苏州府通判。

## 生平
浙江鄞县人。明朝嘉靖戊子年（1528年），考中举人。另说嘉靖年间进士。历任浦城教谕、浦江县、昆山县知县。终苏州府通判，另说未到任即卒。

## 家族
有子余有丁，为明朝内阁大学士。父以子贵，被明廷封赠为少傅户部尚书。今在鄞县遗有“余永麟墓道”，规模颇大，列有石笋、石羊、石虎、石马、石狮、石文相、墓表柱等，是明中叶代表性墓葬。

## 著作
著有《北窗琐语》，是明中期代表性的随笔见闻录，记载了明朝很多掌故和历史事件，颇具历史研究的价值。《四庫總目》中列其为小說家。其载《北京水路歌》是明朝大运河的重要史料。